# The Angry Beavers
The Angry Beavers (Los castores cascarrabias, en Hispanoamérica y España) es una serie animada creada por Mitch Schauer para el canal Nickelodeon en 1997. El programa debutó en 1997 después de los Kids' Choice Awards de 1997 y fue cancelada en medio de una controversia en el 2001 (con algunos episodios restantes sin transmitir). La serie trataba de dos hermanos, Norbert y Daggett, dos pequeños y divertidos castores que dejan su hogar por primera vez para valerse por sí mismos en el bosque. Sus muchas aventuras hacen que ellos saquen su lado malo muy a menudo, por lo que lleva el nombre de Los Castores Cascarrabias. A pesar de ser una caricatura para niños, también agrada a adolescentes y adultos.

## Descripción
Aunque los castores son autosuficientes y viven en una versión caricaturesca del mundo de los adultos, ellos son como un par de niños. Siempre están buscando pasársela tranquila y divertirse. Su presa es un hogar de solteros y también su lugar de diversión, rodeados de muebles, música y películas de los 60 y 70.
Norb y Dag son imaginativos y aventureros, pero también inseguros de sí mismos. Se divierten mucho juntos, pero de igual manera se vuelven locos el uno al otro muy a menudo. Como hermanos, les encanta fastidiarse. Por ejemplo, Daggett tiene esa forma ruidosa de masticar, lo cual es como rasguños en un pizarrón para Norbert; Norb hace todo con mucha, mucha calma y armaría con mucho cuidado un juguete sólo para volver loco a Dag por tenerlo esperando para jugar con él. Su rivalidad como hermanos siempre los mantiene riñendo, muchas de las peleas son por espacio o por "lo que es mío y lo que es tuyo" pero al final siempre hacen las paces. Los castores tienen una curiosa tendencia a pronunciar incorrectamente ciertas palabras para darles un efecto gracioso. Aunque son castores de la misma familia, son muy distintos tanto físicamente como psicológicamente, lo que hace que siempre estén metidos en problemas.

## Personajes principales
- Daggett Doofus Beaver: Dag es el mellizo de Norbert. Él es el más gruñón y siempre anda despistado. Es muy loco, travieso, rebelde, desordenado y extremadamente hiperactivo, le encantan las aventuras y es sumamente impulsivo, es una constante ráfaga de actividad, además suele actuar de forma hilarante, lo cual a veces vuelve loco a su hermano. A menudo se mete en problemas y situaciones que luego se salen de control.  Él tiene unas ganas incontrolables de comer, vomitar y después volver a comer el doble. Él dice un surtido de frases extrañas y le gusta ponerle apodos a las personas. También acostumbra ser muy redundante al hablar y decir cosas como "un super enorme y gigantesco tronco que es muy muy grande". Su frase recurrente es "¡que locura!" y también es conocido por agregar un “eh” o decir “puntos suspensivos” al final de las oraciones. Generalmente lo consideran el menos inteligente de los dos, pero posee nobleza y gran afecto a su hermano Norbert. Él tiene pelaje marrón con unos pelos de color oscuro peinados hacia abajo, nariz roja, una sola ceja (que lo hace ver siempre enfadado), ojos amarillos y cola gris. Interpretado en inglés por Richard Steven Horvitz, el mismo actor que interpreta a Zim de Invasor Zim; por lo que a veces repite las mismas frases de Daggett siendo Zim. En Hispanoamérica Dag es interpretado por Carlos Íñigo.

- Norbert Foster Beaver: es el hermano de Daggett. Norb es muy astuto, inteligente, maduro, pasivo y el tipo al que le gusta jugar con tu mente y confundirte, comúnmente cree ser mejor que los demás. Norb quiere mucho a su hermano, pero simplemente es muy entretenido engañarlo y ver cómo se mete en problemas. Norb casi siempre se sale con la suya, y aunque casi siempre es Daggett el que termina pagando por todo, a Norb también le ha tocado que sus engaños se le regresen, como cuando engañó a su hermano para dejarlo usar todos sus ahorros para comprarse él unos lentes de rayos X (los cuales resultaron ser falsos). Él tiene muchos hobbies y sabe tocar muchos instrumentos musicales (incluyen tocar el cuerno francés en un conjunto barroco de un compartimiento) y con frecuencia (e intencionalmente) pronuncia mal las palabras para un efecto chistoso. Posee el hábito de tener habitaciones secretas (usualmente con laboratorios, pequeños museos, grandes plataformas e incluso una bóveda con dinero) y aditamentos extremos en toda la casa, lo cual Daggett siempre desconoce. Él sale como el más listo de los dos, más centrado y a veces sarcástico. Todos lo ven como el castor bueno, excepto Daggett que afirma que él es el castor malvado. Su frase de marca registrada es “¡Gran abrazo!” siempre que Norb exige afecto de parte de su hermano (el cual odia los abrazos). Él tiene un pelaje amarillento mostaza, cabello largo y puntiagudo (a diferencia de Daggett), nariz púrpura y cola café claro. Usa trusas de conejitos.  Está locamente enamorado de la sexy castorcita, Flor del Bosque (Treeflower en inglés). Interpretado en inglés por Nick Bakay, el mismo actor que interpreta al gato Salem de Sabrina, la bruja adolescente y en Hispanoamérica por Humberto Solórzano.

## Otros personajes
- Muñón: Es un tronco de árbol de roble, es un inútil pedazo de madera, y puede, en alguna forma misteriosa, incluso "hablar". Él es un buen "amigo" de los castores y muy apegado a su familia. Cuenta como uno de los personajes disponibles en el videojuego Nicktoons Racing.
- Barry: Es un oso cantante de soul profesional. El personaje está basado en el famoso cantante de los 70 y 80 Barry White.[1] Barry tiene malos recuerdos de su infancia como haber sido oso de circo.
- Flor del bosque:Flor del Bosque es el gran amor platónico y no tan secreto de Norbert. Tiene una voz y una actitud encantadora que claramente seduce a Norbi. Ella fue una hippie, y tiene una versátil carrera de artista musical. En Hispanoamérica ella es doblada por Dulce Guerrero.
- Bing: Es un insoportable lagarto. Compañero de Dag y Norb, siendo su principal característica la rapidez con que hable. Su raza es desconocida, aunque puede camuflarse como camaleón y recuperar su cola cuando la pierde como los geckos. Es muy hiperactivo, cariñoso y muy sensible. Por lo tanto, todos los demás animales se ponen nerviosos y esto no cambiará hasta después de que escribiera un bestseller sobre sus problemas de contactos personales.
- Truckee: Una rata que tiene orejas grandes y es bastante engreído. Conduce un camión grande, su vida y su pensamiento pertenece a los camiones. Odia a Daggett.
- Oxnard Montalvo: Actor favorito de Dag y Norb. Él juega el papel principal en la mayoría de las películas en blanco y negro. Adora a los dos castores. Oxnard Montalvo no tiene el aspecto típico de la mayoría de los personajes de la serie, pero su estilo de dibujo imita a los cómics de Supermán.
- El Grapadura: El mejor luchador de lucha libre mexicana del mundo, al menos para los castores, y especialmente para Daggett. Dag tiene una copia firmada de su juego de mesa y un muñeco de acción.
- Bill Licking: Locutor y presentador, no sólo para las emisiones de televisión. Es el prototipo del vendedor agresivo y usa una peluca negra.
- Científico Número Uno y Pete: Son dos científicos incompetentes y arrogantes, llevan bata blanca de lujo. Utilizan a los castores para sus experimentos extraños y son la personificación de la destrucción de la naturaleza por el hombre. N.º 1 es el portavoz de la pareja. En la versión original de su nombre es "N.º 1", que también es "no-DT-uno" ("No se puede" hablar). Desde la tercera temporada de la serie lleva una tarjeta de identificación con un "1" en la solapa. Pete es su asistente constantemente murmurando para sí mismo y es sumiso a Número uno.
- Stacy Beavers: Hermana de los castores.
- Chelsea Beavers: Hermana de los castores y pariente gemela de Stacy.
- Mamá: La señora Castor tiene la piel morena, el peinado de Flor del Bosque y es muy inteligente, más bien parece haber heredado a Norb sus características. Oficialmente, ella es una ama de casa, pero funciona como un agente secreto para el gobierno.
- Papá: Sr. Beaver, con su color dorado de pelaje y nariz púrpura se asemeja más bien a Norbert (excepto porque usa gafas), es muy intelectual, sin embargo, es totalmente agobiado, impotente y bromista.
- Wolffe D. Wolf: Es un lobo gris tranquilo que es un amigo cercano de Norbert y Daggett y es lo opuesto al estereotipo típico de lobo.

## Episodios
| Temporada | Temporada | Episodios | Episodios | Emisión original        | Emisión original        |
| Temporada | Temporada | Episodios | Episodios | Primera emisión         | Última emisión          |
| --------- | --------- | --------- | --------- | ----------------------- | ----------------------- |
|           | Piloto    | Piloto    | Piloto    | No emitido              | No emitido              |
|           | 1         | 13        | 13        | 19 de abril de 1997     | 15 de noviembre de 1997 |
|           | 2         | 13        | 13        | 1 de marzo de 1998      | 21 de noviembre de 1998 |
|           | 3         | 22        | 22        | 14 de marzo de 1999     | 18 de marzo de 2000     |
|           | 4         | 14        | 14        | 2 de septiembre de 2000 | 26 de mayo de 2001      |

### Controversia
Cuando Nickelodeon ya tenía el último episodio de la serie titulado «A Tale of Two Rangers»/«Bye Bye Beavers», decidió cancelarlo y no emitirlo por no cumplir con las normas y requerimientos del canal. La segunda parte del episodio, «Bye Bye Beavers», fue la que causó esa decisión porque los personajes revelaban que en realidad eran unas caricaturas y la serie iba a terminar, lo que no agradó a Nickelodeon.

## Doblaje

### Hispanoamérica
- Norbert: Humberto Solórzano[3]
- Daggett: Carlos Íñigo
- Flor del Bosque: Dulce Guerrero
- Destino: Gerardo Vásquez
- Cocodrilo: Andrés David Acuña Prieto
- Barrie el oso: Roberto Espriu
- Truckee, la rata: Alejandro Illescas
- Líder mapache: Magda Giner

### España
- Norbert: Lorenzo Beteta
- Daggett: David Robles